# Dookie
Dookie is het derde studioalbum van de punkrockband Green Day. Het album kwam op 1 februari 1994 uit en betekende de doorbraak bij het grote publiek. Het bekendst werd het nummer Basket Case, maar ook nummers als When I Come Around, Welcome To Paradise en Longview zijn tot ver over de grenzen van de reguliere groep liefhebbers bekend. Het laatste nummer op de cd is een kort, ingetogen liedje wat niet op de tracklist vermeld staat, genaamd All By Myself. All By Myself is geschreven door Billie Joe en op de cd gezongen door Tré Cool. 

## Nummers
1. "Burnout" – 2:07
2. "Having a Blast" – 2:44
3. "Chump" – 2:54
4. "Longview"  – 3:59
5. "Welcome to Paradise" – 3:44
6. "Pulling Teeth" – 2:30
7. "Basket Case" – 3:03
8. "She" – 2:14
9. "Sassafras Roots" – 2:37
10. "When I Come Around" – 2:58
11. "Coming Clean" – 1:34
12. "Emenius Sleepus" (Mike Dirnt, Green Day) – 1:43
13. "In the End" – 1:46
14. "F.O.D." – 5:46 + hidden track "All By Myself"

## Band
- Billie Joe Armstrong - Gitaar, zang
- Mike Dirnt - Basgitaar, achtergrondzang
- Tré Cool - Drums, percussie